# Andrew Hill
Andrew Hill (Chicago vagy Port-au-Prince, 1931. június 30. – Jersey City, 2007. április 20.) amerikai dzsesszzongorista, zeneszerző.

## Pályakép
Hill testvére, Robert, énekes és klasszikus hegedűs volt.
Hill tizenhárom évesen kezdett zongorázni. A Chicagói Egyetem Kísérleti Iskolájába járt. Paul Hindemithnél tanult 1952-ig. Tinédzserként rhythm and blues zenekarokkal és turnézó zenészekkel lépett fel, köztük Charlie Parkerrel és Miles Davisszel. Énekelt, harmonikázott, még sztepptáncolt is. 1943-47 között fellépett tehetségkutató műsorokban is. Közben  újságot is árult.
1953-ban Paul Williams zenekarában játszott. Abban az időben  bariton szaxofonozott  is. A következő néhány évben a zongorakoncertek során játszott. Joe Segal és Barry Harris komolyan hatott játékára. 1961-ben Dinah Washington kísérőjekvolt.
1961-ben New Yorkban telepedett le, ahol Johnny Hartmannel és Al Hibblerrel dolgozott, Los Angeles pedig Roland Kirkkel.
Hill először 1954-ben zongorakisélő volt, de hírnevét a Blue Note lemezfelvételein zenekarvezetőként szerezte 1963-70 között. Joe Chambers, Richard Davis, Eric Dolphy, Bobby Hutcherson, Joe Henderson, Freddie Hubbard, Elvin Jones, Woody Shaw, Tony Williams és John Gilmore társa volt, de mások albumain is játszott.
Hill az 1960-as években legnkább saját szerzeményeit játszotta. Később Kaliforniában tanított, majd 1989-96 között a Portland Állami Egyetemen oktatója volt. Létrehozta a Summer Jazz Intensive programot. Tanított Michiganben, a Torontói Egyetemen, a Harvard Egyetemen, a Bennington College-on és másutt is.
„Dusk” című albumát a Down Beat és a JazzTimes is 2001 legjobb albumának választotta.
Utolsó nyilvános fellépése 2007. március 29-én volt a New York-i Trinity Churchben.

## Lemezválogatás
- (With Dave Shipp) Romping/Let's Live (1954)
- So In Love with the Sound of Andrew Hill (1955)
- (With Johnny Hartman/Andrew Hill) Trio (1961)
- (With Rahsaan Roland Kirk (1962)
- (With Walt Dickerson) To My Queen (1962)
- (With Jimmy Woods) Conflict (1963)
- (With Joe Henderson) Our Thing (1963)
- (With Hank Mobley) No Room for Squares (1963)
- Black Fire (1963)
- Smokestack (1963)
- Judgment (1964)
- Point of Departure (1964)
- Andrew! (1964)
- Compulsion (1965)
- (With Bobby Hutcherston) Dialogue (1965)
- Involution 1966
- Grass Roots (1968; 2000)
- Dance with Death (1968)
- One for One 1968
- Lift Every Voice (1969; 2001)
- Spiral (1974)
- Blueback (1975)
- Divine Revelation (1975)
- Homage (1975)
- Live at Montreux-i Jazz Fesztivál (1975)
- Nefertiti (1976)
- From California with Love (1978)
- Faces of Hope (1980)
- Strange Serenade (1980)
- Verona Rag (1986)
- Shades (1986)
- Eternal Spirit (1989)
- But Not Farewell (1990)
- (With Russell Baba) (1992)
- (With Reggie Workman) Summit Conference (1994)
- (With Greg Osby) Invisible Hand (2000)
- Dusk (2000)
- (With the Andrew Hill Big Band) A Beautiful Day (2002)

## Díjak
- 2000-2001: Kritikusok Díja a legjobb zeneszerzőnek
- 2001: Down Beat és JazzTimes, az év legjobb albuma
- 2003: Jazzpar-díj